# Superfast Jellyfish
Superfast Jellyfish è un singolo dei Gorillaz, pubblicato nel 2010 come terzo estratto dal terzo album in studio plastic beach.

## Descrizione
Sesta traccia dell'album, Superfast Jellyfish ha visto la partecipazione vocale del gruppo hip hop De La Soul (già collaboratori dei Gorillaz al singolo Feel Good Inc) e del cantante dei Super Furry Animals Gruff Rhys, il quale suona anche le parti di chitarra nel brano.

## Tracce
Testi e musiche dei Gorillaz, De La Soul e Gruff Rhys.
1. Superfast Jellyfish – 2:59
2. Superfast Jellyfish (Instrumental) – 2:48